# 圣乔治-卢卡诺
圣乔治-卢卡诺（義大利語：San Giorgio Lucano）是意大利马泰拉省的一个市镇。总面积38平方公里，人口1354人，人口密度35.6人/平方公里（2009年）。ISTAT代码为077025。